# Jack Nicklaus' Greatest 18 Holes of Major Championship Golf
Jack Nicklaus' Greatest 18 Holes of Major Championship Golf is een videospel. Het spel werd in 1988 uitgebracht voor verschillende homecomputers.  Het spel kan gespeeld worden met een tot vier spelers. Het perspectief van het spel is in de derde persoon.

## Golfbanen
Het golfspel kent achttien holes die door Jack Nicklaus zelf geselecteerd zijn. Onder de golfbanen bevinden zich de acht van Pebble Beach Golf Links, de negentien van Muirfield Golf Links, de twaalf van St. Andrews, de twaalf van Augusta National Golf Club en de tien van Riviera Country Club.

## Platforms
| Jaar | Platform                                              |
| ---- | ----------------------------------------------------- |
| 1988 | Amiga, Commodore 64, DOS                              |
| 1989 | Amstrad CPC, Atari ST, Sharp X68000, TurboGrafx-16    |
| 1990 | Apple IIgs, MSX, Macintosh, NES, PC-88, TurboGrafx CD |

## Ontvangst
| Beoordeeld door                      | Platform     | Datum        | Score |
| ------------------------------------ | ------------ | ------------ | ----- |
| Svenska Hemdatornytt                 | Atari ST     | april 1990   | 80%   |
| Joker Verlag präsentiert: Sonderheft | Amiga        | 1990         | 73%   |
| Joker Verlag präsentiert: Sonderheft | Atari ST     | 1990         | 73%   |
| Power Play                           | DOS          | mei 1989     | 73%   |
| The Games Machine (GB)               | Amiga        | oktober 1989 | 60%   |
| Video Games                          | NES          | maart 1991   | 60%   |
| Zzap!                                | Commodore 64 | juli 1989    | 55%   |
| Mean Machines                        | NES          | juli 1991    | 48%   |
| Power Play                           | Atari ST     | mei 1990     | 34%   |
| Power Play                           | Amiga        | januari 1990 | 34%   |